# Heterobasidion parviporum
Heterobasidion parviporum är en svampart som beskrevs av Niemelä & Korhonen 1998. Heterobasidion parviporum ingår i släktet Heterobasidion och familjen Bondarzewiaceae.  Arten är reproducerande i Sverige. Inga underarter finns listade i Catalogue of Life.